# Cervejaria Adriática
Cervejaria Adriática foi uma cervejaria brasileira fundada em 1906, sediou em Ponta Grossa, no Paraná e fechou as portas em 1992.

## Cervejaria Adriática
Fundada no fim do século XIX, desde sua fundação até o ano de 1911, a Cervejaria Adriática produzia apenas duas qualidades de cerveja, uma clara e outra escura, ambas em alta fermentação. A partir desse ano a Cervejaria diversificou a produção, e começou a fabricar cerveja com baixa fermentação, instalando máquinas que produziam anualmente 6.000 hectolitros da bebida. A qualidade das cervejas da Adriática garantiu a Heinrich Thielen, seu fundador, uma grande inserção nos mercados do Paraná, São Paulo e Santa Catarina.

## Companhia Cervejaria Adriática
A Companhia Cervejaria Adriática S/A foi constituída em 2 de julho de 1919, tendo sido publicados os atos de sua constituição no Diário Oficial, do Paraná, de 11 de agosto do mesmo ano, dotando-a assim de um maior poder econômico e, consequentemente, garantindo a expansão de suas atividades. Quando isso ocorreu, a área física ocupada pela indústria era de 3.500 metros quadrados.[carece de fontes?]

## Símbolo da industrialização
A Adriática tornou-se o maior símbolo da industrialização ponta-grossense. O Diário Oficial da União (DOU) publicou no dia 2 de fevereiro de 1923 a relação dos premiados na Exposição Internacional do Centenário da Independência na qual constava a Cervejaria Adriática como tendo recebido medalha de ouro. Em 2 de dezembro de 1931 a Cervejaria Adriática registrou as Cervejas Original e Paranista, sendo a Original a sua principal marca por vários anos. No ano de 1992 a unidade de Ponta Grossa deixou de operar, sendo reativada em 2015 para a produção da Cerveja Adriática inspirada na história da Cervejaria de Heinrich Thielen.

## Ligações Externas
- Site Ambev
- Cronologia da Cerveja